# Alfred Hübner
Alfred Hübner (21. června 1915 Huť – 16. července 1997) byl německý amatérský národopisec, sběratel a genealog jižní oblasti Jizerských hor. Občanským povoláním byl rytcem kovů pro bižuterní průmysl.

## Život
Narodil se jako nejstarší syn Friedricha a Marie Hübnerových v domě čp. 33 v Huti–Zahájí (Labau – Buschhäuser). Měl mladšího bratra Ernsta (1920–1999) a sestru Annu (1922-20XX). V letech 1921–1926 navštěvoval obecnou školu v Huti a poté v letech 1926–1929 měšťanskou školu v Jablonci nad Nisou, Sokolí ulici. Protože měl výtvarný talent, studoval na Státní odborné škole pro umělecká řemesla, obor rytec kovů. Studia zakončil v roce 1932. Poté pracoval jako kovorytec pro firmu O. Zappe. Od roku 1936 byl jejím zaměstnancem. V roce 1937–1938 vykonal vojenskou službu v československé armádě a to v Komárně a v Nitře. Po připojení Sudet k Říši byl povolán do německé armády. V roce 1940 byl ze zdravotních důvodů poslán do zálohy.
Po válce mu byl zabaven majetek, ale jako antifašista nebyl odsunut. V roce 1954 si zakoupil dům čp. 40 „U Jakubů“ (beim Jakubn) v Huti-Zahájí, kde žil až do své smrti.

## Dílo
Již od mládí se zajímal o historický a stavební vývoj obce Huť (Labau). Zabýval se genealogií sklářských rodů, sbíral památky zdejšího uměleckého průmyslu. Místní česko-německý podnikatel Hartwig Wenzel věnoval v roce 1942 pro zřízení muzea dům čp. 1 v Huti–Stanovsku. Alfred Hübner zde zřídil expozici vývoje sklářství od 19. století do 30. let století dvacátého. Dále zde byly umístěny ukázky místního vyřezávaného nábytku. Na expozici spolupracovali i kronikář Meissner ze Smržovky a památkář Franz Weiss ze Cvikova. Nad muzeem převzal péči Jablonecký Heimatbund a památkový úřad (Denkmalamt) v Liberci.
Po osvobození v roce 1945 bylo muzeum vážně ohroženo. V červnu 1945 bylo vyloupeno a část sbírek zmizela. Dům muzea byl novou českou samosprávou určen opět k bydlení, část sbírek byla vystěhována na půdu a část později Alfred Hübner přemístil do svého domu.
Velkou pozornost věnoval výzkumu života a díla „zázračného lékaře“ Jana Josefa Antonína Eleazara Kittela ze Šumburku (Krásné).
Dalšími oblastmi jeho badatelského zájmu byla dokumentace jizerskohorského německého dialektu. Do místního nářečí přeložil například Goethova Fausta.
Jako vynikající znalec místních poměrů a historie spolupracoval s řadou vědců, například s Margarete Klante z Berlína.
Jeho písemná pozůstalost je uložena v Státním okresním archivu v Jablonci nad Nisou. Zbytek jeho národopisné sbírky je uložen v Městském muzeu v Železném Brodě.